# James Fenton
James Fenton est un poète, journaliste et critique littéraire britannique, né le 25 avril 1949 à Lincoln.

## Biographie
Né à Lincoln, James Fenton grandit dans le Lincolnshire et le Staffordshire, auprès de son père John Fenton, exégète biblique. Il étudie à Durham, puis à Oxford, et obtient son bachelor en 1970. Au cours de sa scolarité, il écrit déjà des poèmes, et remporte notamment le prix Newdigate en 1968, qui récompense une poésie d’un élève d’Oxford. L’œuvre récompensée, intitulée Our Western Furniture, aborde la rencontre des cultures nord-américaines et japonaises.
En 1972, il publie son premier recueil, Terminal Moraine, qui remporte le prix Eric-Gregory l’année suivante. Fenton utilise la récompense pour voyager en Asie, où il assiste à la fin de la guerre du Viêt Nam, aux côtés de la journaliste et photographe Elizabeth Becker. 
Fenton retourne à Londres en 1976, et devient correspondant du New Statesman, avec notamment Christopher Hitchens et Martin Amis. Ses expériences au Vietnam et au Cambodge lui inspirent les recueils The Memory of War et All the Wrong Places, respectivement publiés en 1982 et 1988.
Il s’intéresse aussi au théâtre, en écrivant des critiques pour The Sunday Times à partir de 1979 ; ainsi qu’en traduisant des pièces. Il participe ainsi au projet d’adaptation théâtrale en anglais des Misérables de Victor Hugo, dont il commence à écrire le livret lors d’une expédition à Bornéo. Le livret final sera toutefois écrit par Herbert Kretzmer, mais Fenton est crédité pour la structure générale du récit.
En 1984, il remporte le prix Geoffrey Faber pour Children in Exile: Poems 1968-1984. Fenton rencontre en 1989 Darryl Pinckney, avec qui il vit depuis. Il devient ensuite professeur à l’université d’Oxford, de 1994 à 1999. Une collaboration est ensuite entamée avec Charles Wuorinen : le compositeur a mis en musique plusieurs de ses poèmes, et le poète a écrit le livret de l’opéra Haroun and the Sea of Stories en 2001, qui se base sur le roman de Salman Rushdie.

## Ouvrages
- 1968 : Our Western Furniture
- 1969 : Put Thou Thy Thears Into My Bottle
- 1972 : Terminal Moraine
- 1978 : A Vacant Possession
- 1980 : A German Requiem: A Poem
- 1981 : Dead Soldiers
- 1982 : The Memory of War: Poems 1968-1982
- 1984 : Children in Exile: Poems 1968-1984
- 1983 : You Were Marvellous (recueil de critiques de théâtre parues entre 1979 et 1981)
- 1986 : The Snap Revolution
- 1987 : Partingtime Hall (poèmes comiques écrits avec John Fuller)
- 1988 : All the Wrong Places: Adrift in the Politics of the Pacific Rim (reportage)
- 1989 : Manila Envelope
- 1994 : Out of Danger
- 1998 : Leonardo’s Nephew (essais sur l’art)
- 2001 : The Strength of Poetry: Oxford Lectures (cours à l’université d’Oxford)
- 2001 : A Garden from a Hundred Packets of Seed
- 2002 : An introduction to English poetry
- 2003 : The Love Bomb (livret finalement rejeté par le compositeur)
- 2006 : School of Genius: A History of the Royal Academy of Arts
- 2006 : Selected Poems
- 2006 : The New Faber Book of Love Poems (en tant qu’éditeur)
- 2012 : Yellow Tulips: Poems 1968-2011
- 2012 : The Orphan of Zhao (adaptation d’une pièce chinoise pour la Royal Shakespeare Company)

## Distinctions
- Prix Newdigate (1968)
- Prix Eric-Gregory (1973) : pour Terminal Moraine
- Membre de la Royal Society of Literature (1983)
- Prix Geoffrey Faber (1984) : pour Children in Exile: Poems 1968-1984
- Prix Whitbread de poésie (1994) : pour Out of Danger
- Membre de la Royal Society of Arts (2003)
- Médaille d’or de la Reine pour la poésie (2007)
- Prix PEN-Pinter (2015) : avec Raif Badawi